# Шекербулак
Шекербулак (каз. Шекербұлақ, до 2007 г. — Кызылжол) — село в Сауранском районе Туркестанской области Казахстана. Входит в состав Карнакского сельского округа. Код КАТО — 512639200.

## Население
В 1999 году население села составляло 1407 человек (719 мужчин и 688 женщин). По данным переписи 2009 года в селе проживало 1414 человек (709 мужчин и 705 женщин).